# Steven Lennon
Steven Lennon (Irvine, 20 gennaio 1988) è un ex calciatore scozzese, di ruolo attaccante.

## Carriera

### Club
Centrocampista, Lennon è cresciuto nei Rangers, compiendo tutta la trafila fino alla prima squadra. Ha iniziato la stagione 2006-2007 come titolare nella giovanile, ma è stato talora convocato dal tecnico Walter Smith per la squadra maggiore. Il 27 dicembre 2006 ha esordito nella Scottish Premier League subentrando a Novo, contro l'Inverness, per la prima delle sue tre apparizioni stagionali.
Nel luglio 2011 viene comprato dal Fram Reykjavík. Lennon inizia la sua avventura nella Úrvalsdeild nel migliore dei modi: il 18 luglio 2011, infatti, segna al suo debutto garantendo la vittoria del Fram Reykjavík contro gli avversari del Víkingur.
Il 19 luglio 2013 si trasferisce ai norvegesi del Sandnes Ulf, a cui si lega con un contratto dalla durata di due anni e mezzo. Il 25 luglio 2014 viene ceduto agli islandesi dello FH Hafnarfjörður.

### Nazionale
Ha rappresentato la Scozia under 19 e la Scozia under 21.

## Palmarès

### Club

#### Competizioni nazionali
- Coppa d'Islanda: 1

Fram Reykjavík: 2013
- Campionato islandese: 2

FH Hafnarfjörður: 2015, 2016
- Coppa di Lega islandese: 2

FH Hafnarfjörður: 2014, 2022

### Individuale
- Capocannoniere del campionato islandese: 1

2020 (17 reti)